# Marilynia
Marilynia là một chi nhện trong họ Dictynidae.